# JR東海KiHa 85系柴聯車
JR東海KiHa 85系柴聯車是日本東海旅客鐵道（JR東海）用於行駛特急「ひだ（飛驒）」與「南紀」的柴聯車。

## 簡介
本型車于1989年2月18日入役，是JR東海的第一个独立開發車型，用於替代老化的國鐵時代柴聯車（例如KiHa 80系列），改進飛驒號特快（ひだ）的服務品質。
本型車已開始由HC85系混合动力列車取代。

## 技术細節
車體為不锈钢製，側窗上方和下方塗成深灰色，並在下方加上JR東海的代表色（橙色和白色），側面其他部分為不銹鋼原色，車體的端面由普通鋼製成，漆成白色以防止腐蝕。
每編組最多可有五辆车， 终端车有兩種，一種是封閉式端面，另一種則有車廂間通道門，與其他車廂連接時可以加裝車廂間通道遮罩。
本型車是日本鐵路車輛在1950年代以來首次嘗試使用進口柴油引擎的車型。為了提高車速（極速120 km/h）與提升起動加速度，需要小型的大功率發動機。本型車採用美國康明斯公司英國工廠製造的NTA855-R1型水平對臥汽缸引擎（JR東海型號為C-DMF14HZ），出力350匹馬力（2000 rpm），每部車配備兩部引擎，驅動自動控制的多級液體傳動變速箱（新潟鐵工所製造的C-DW14A）。本型車被稱為「性能可與電車匹敵的柴聯車」。

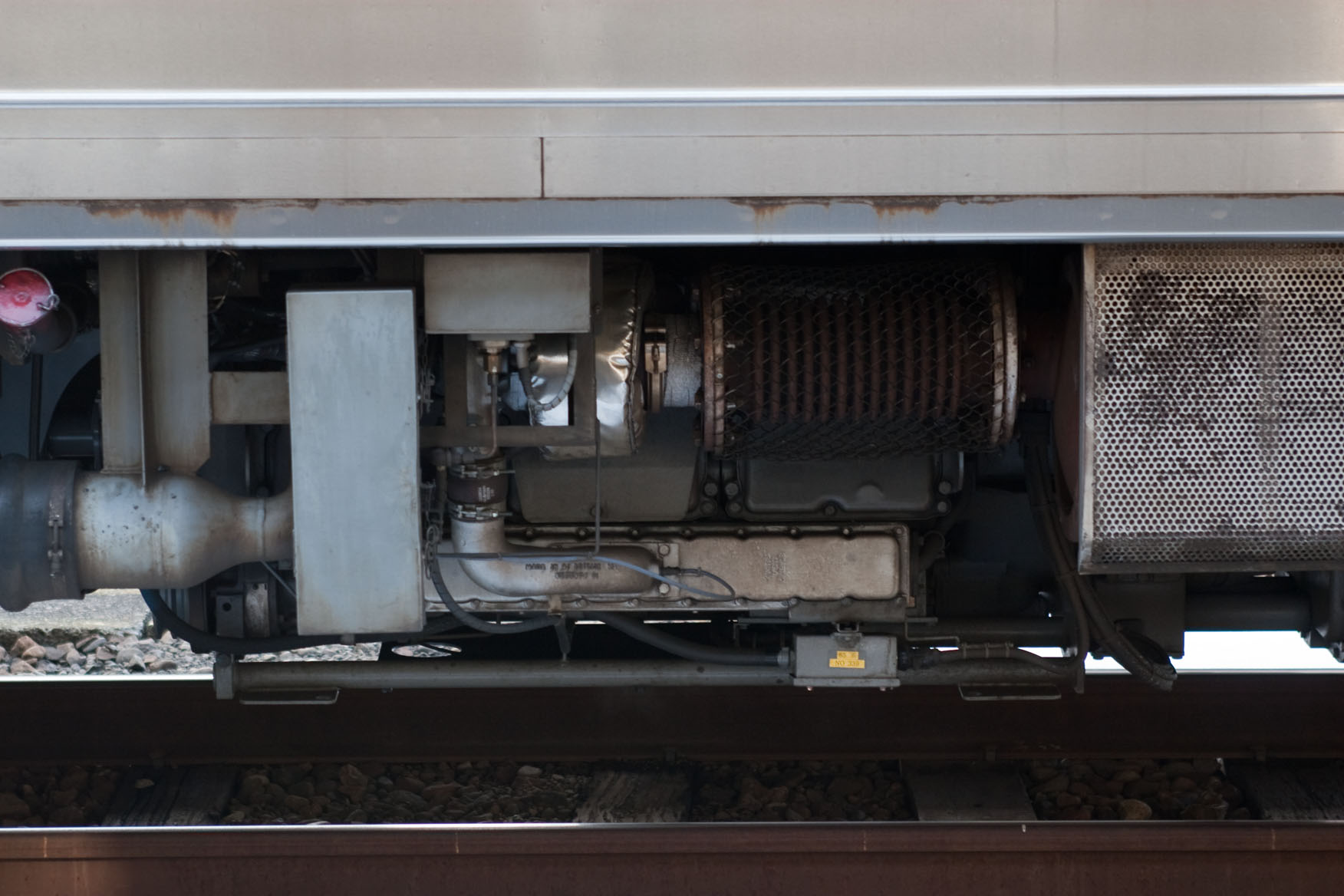
キハ84形搭載康明斯製C-DMF14HZ柴油引擎（2008年2月21日，高山站）

轉向架為帶有抗橫搖阻尼器的無枕式轉向架C-DT57，乃基於國鐵時代的KiHa 185系列的DT55型轉向架，改進了連接車身的牽引裝置，以減少振動。
空調機乃由引擎直接驅動；相較於一般用於特快列車的柴聯車需要在編組中某車設置空調用發電機，此做法使得編組更加有彈性。

## 車廂設計
本型車設計用於觀光為主的高山本線和紀勢本線，因此特別注意乘客的視野。採封閉式端面的先頭駕駛車，採用傾斜的流線型結構，立體彎曲的擋風玻璃，駕駛室上方設有天窗，駕駛員後方則以玻璃與客室分隔，以提供乘客向前方的視野。貫通式端面的先頭車，兩側的擋風玻璃則延伸到側面。
座椅之地板稍高於通道，窗的垂直尺寸擴大到95厘米，以改善乘客的視野。但在無障礙車廂（形式1100、1200），則將無障礙座位地板降至與通道同高，如此座位地板與通道便沒有落差。標準車廂的座椅間隔由KiHa 80系的91公分增加為100公分。
綠色（頭等）車廂有兩種類型，一種是頭等／普通車廂合造車（形式為），座椅間距為116厘米，每排四個座位，以提供較多的座位容量。一種是全車頭等艙（形式為），每排三個座椅，排間間距125公分。

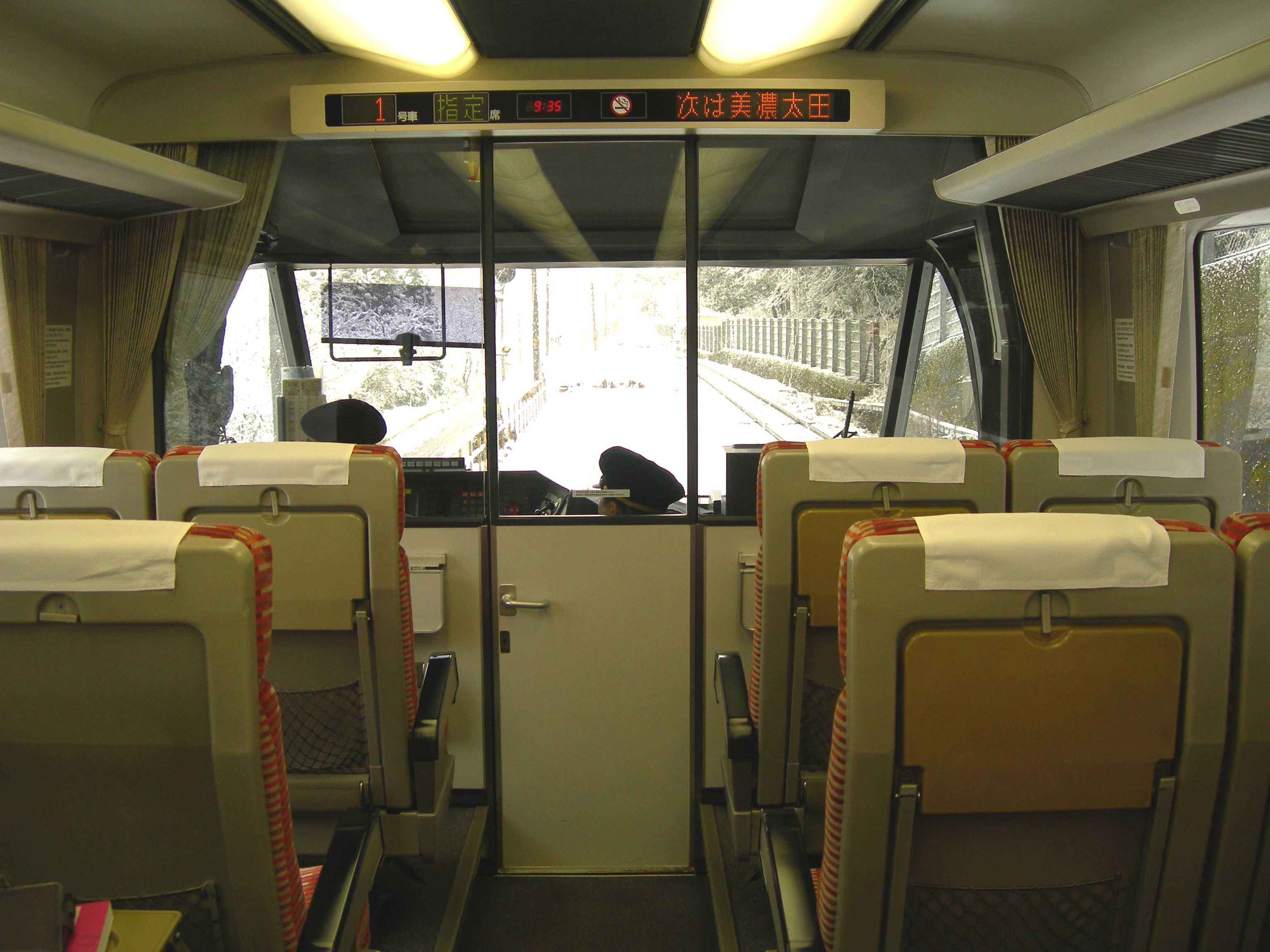
非貫通型先頭車之前方展望
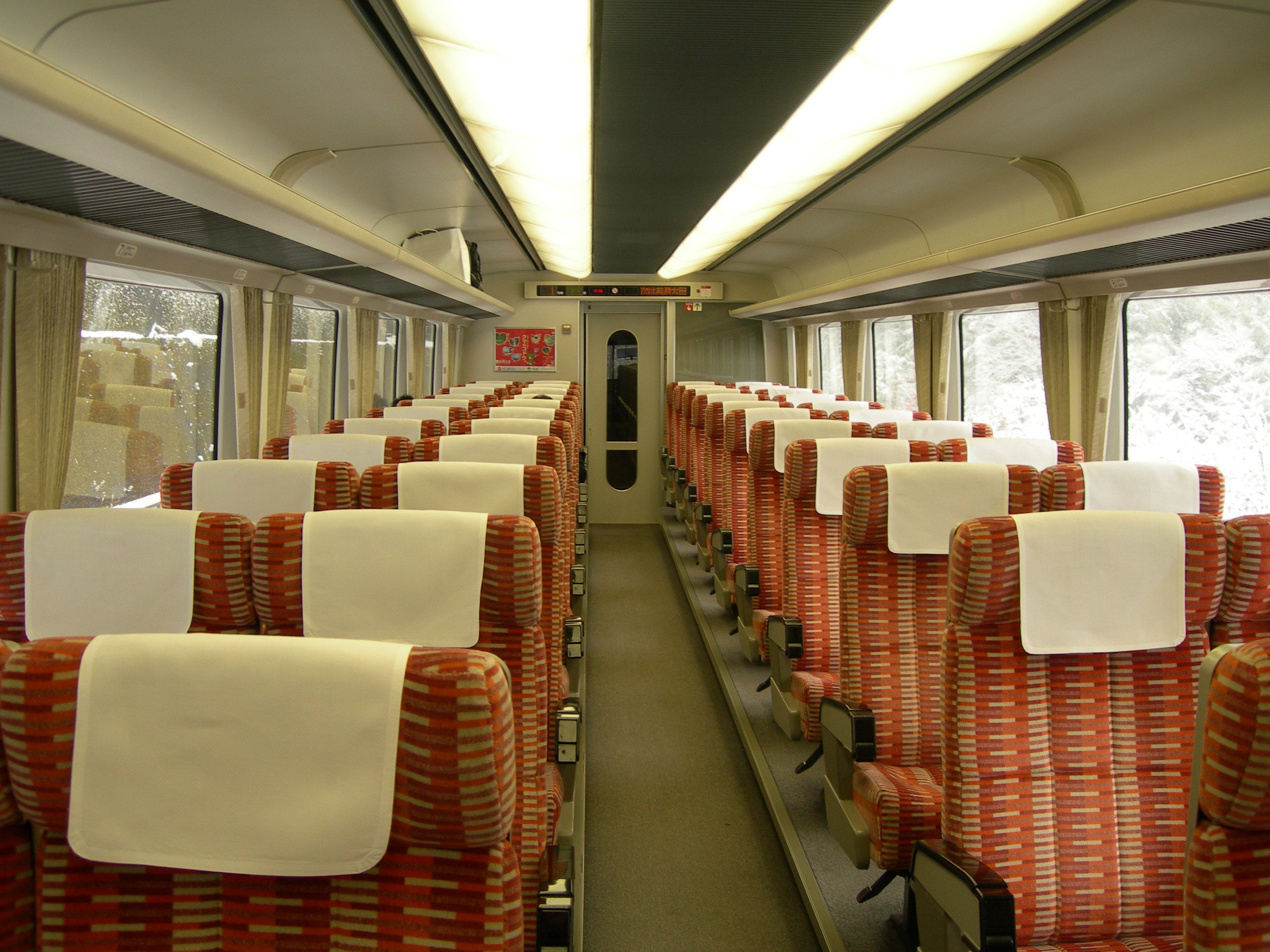
普通車廂內部（紅色調絨布內裝）
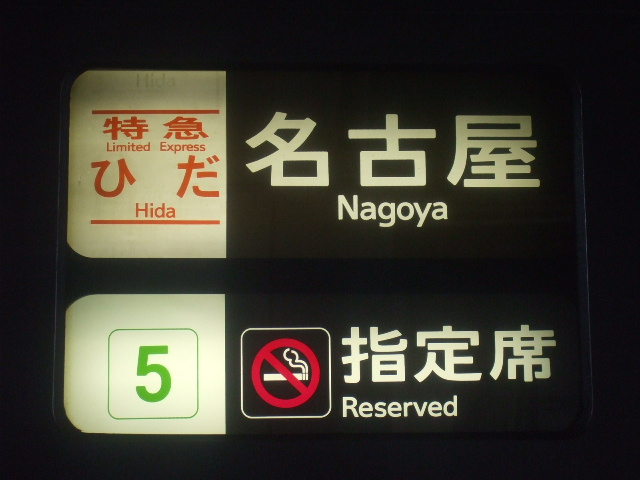
行駛「ひだ」時的終點指示器
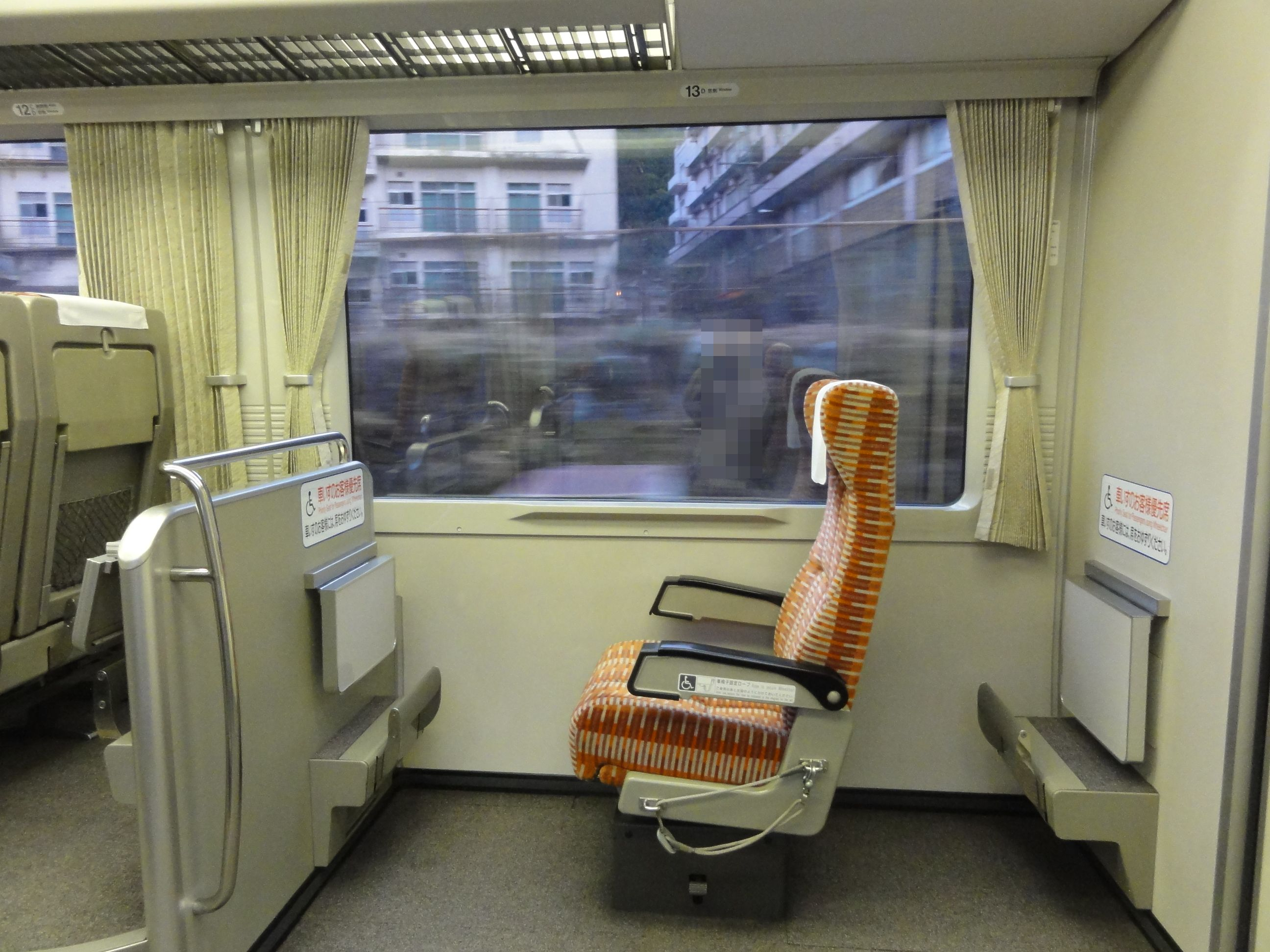
1100形的無障礙座位，可見座椅地板與通道等高
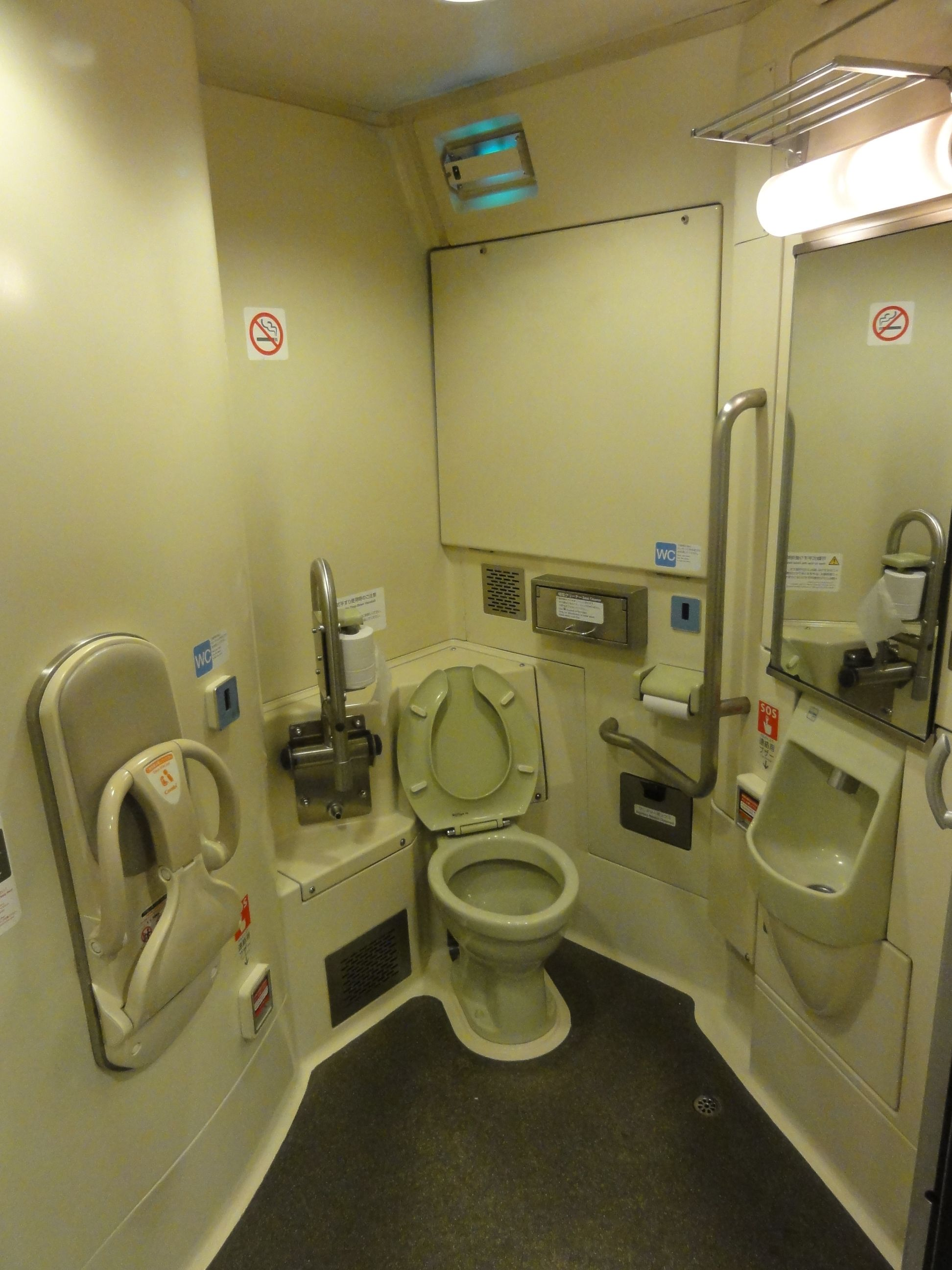
キハ85-1100形廁所改造，為輪椅使用者可使用的西式馬桶
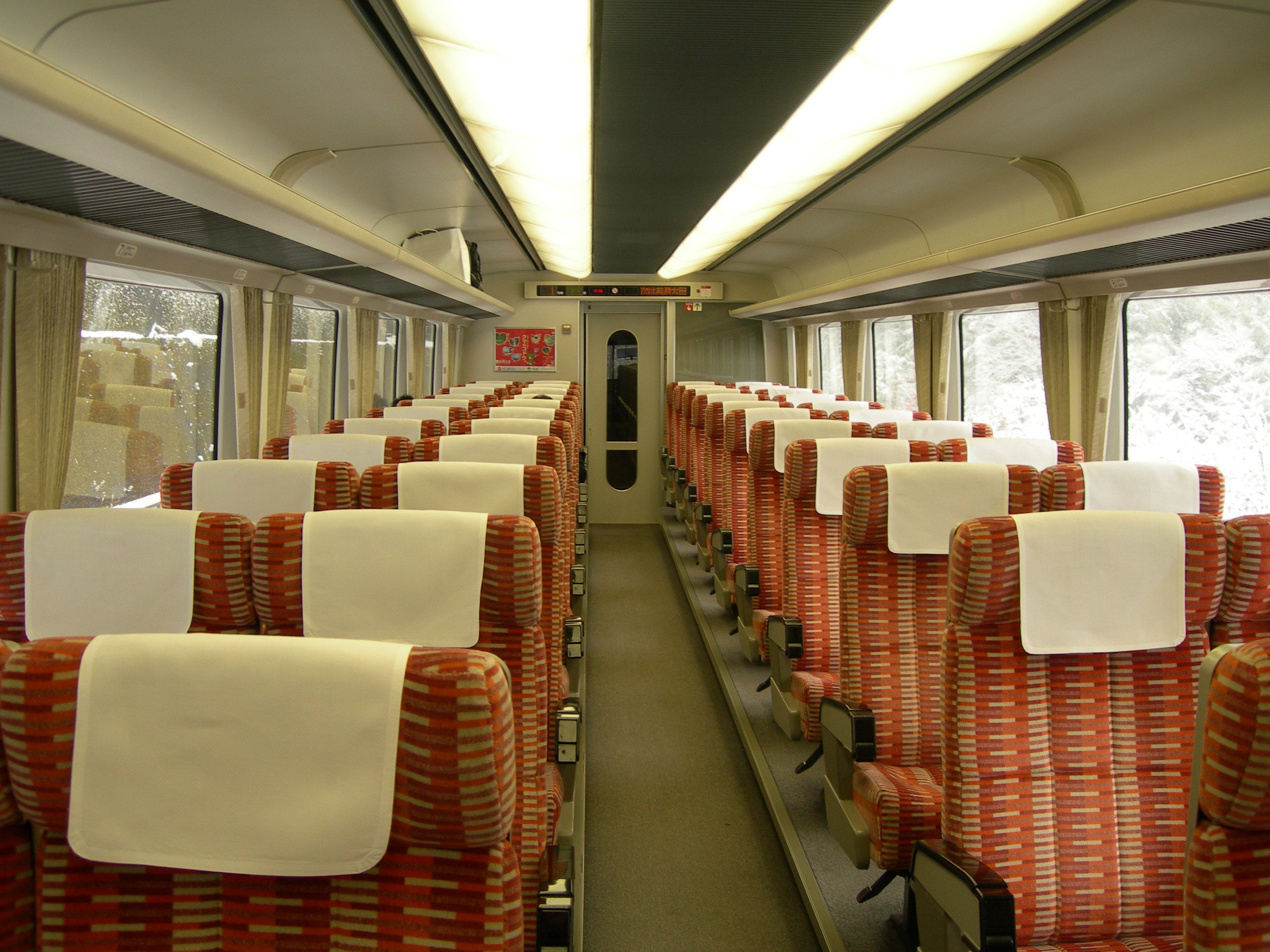
車廂内部
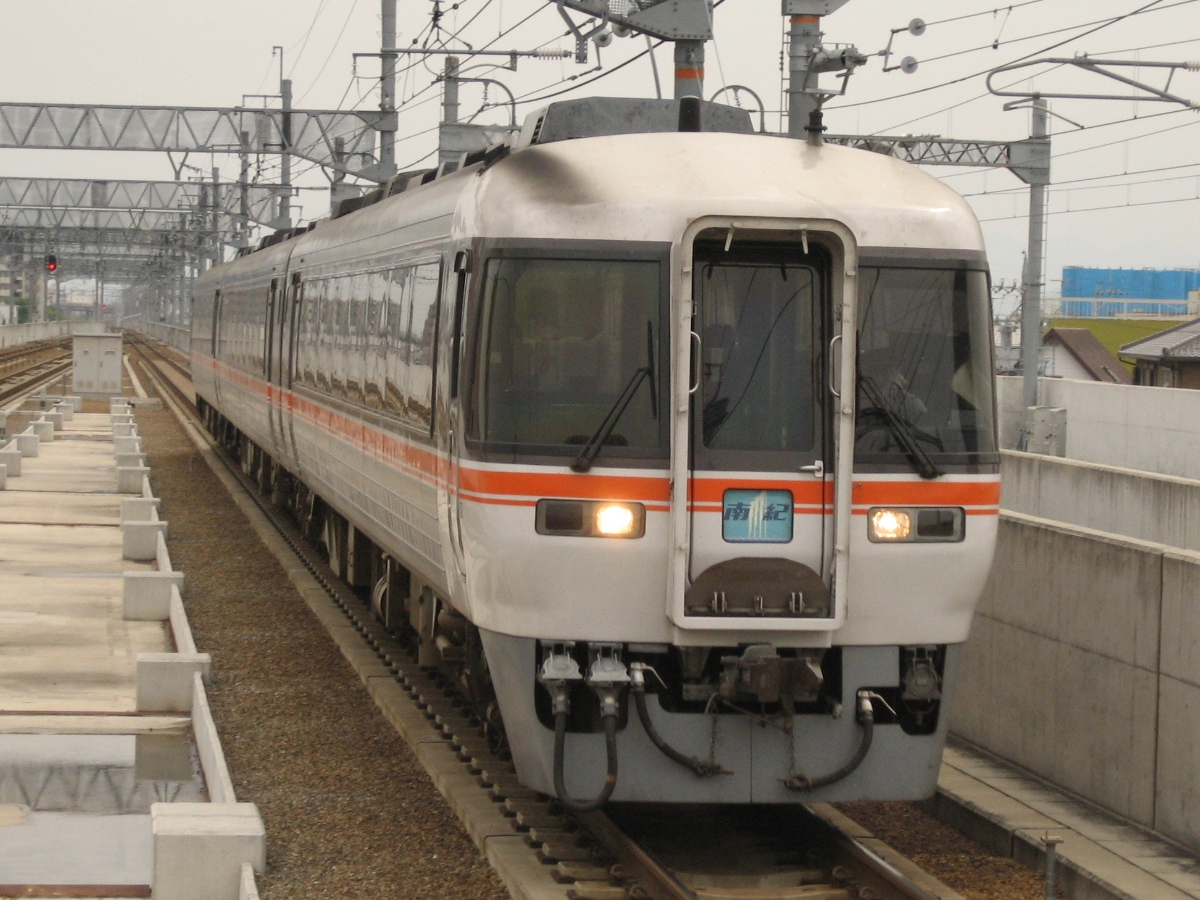
驾驶室端面有車廂間通道門的車型
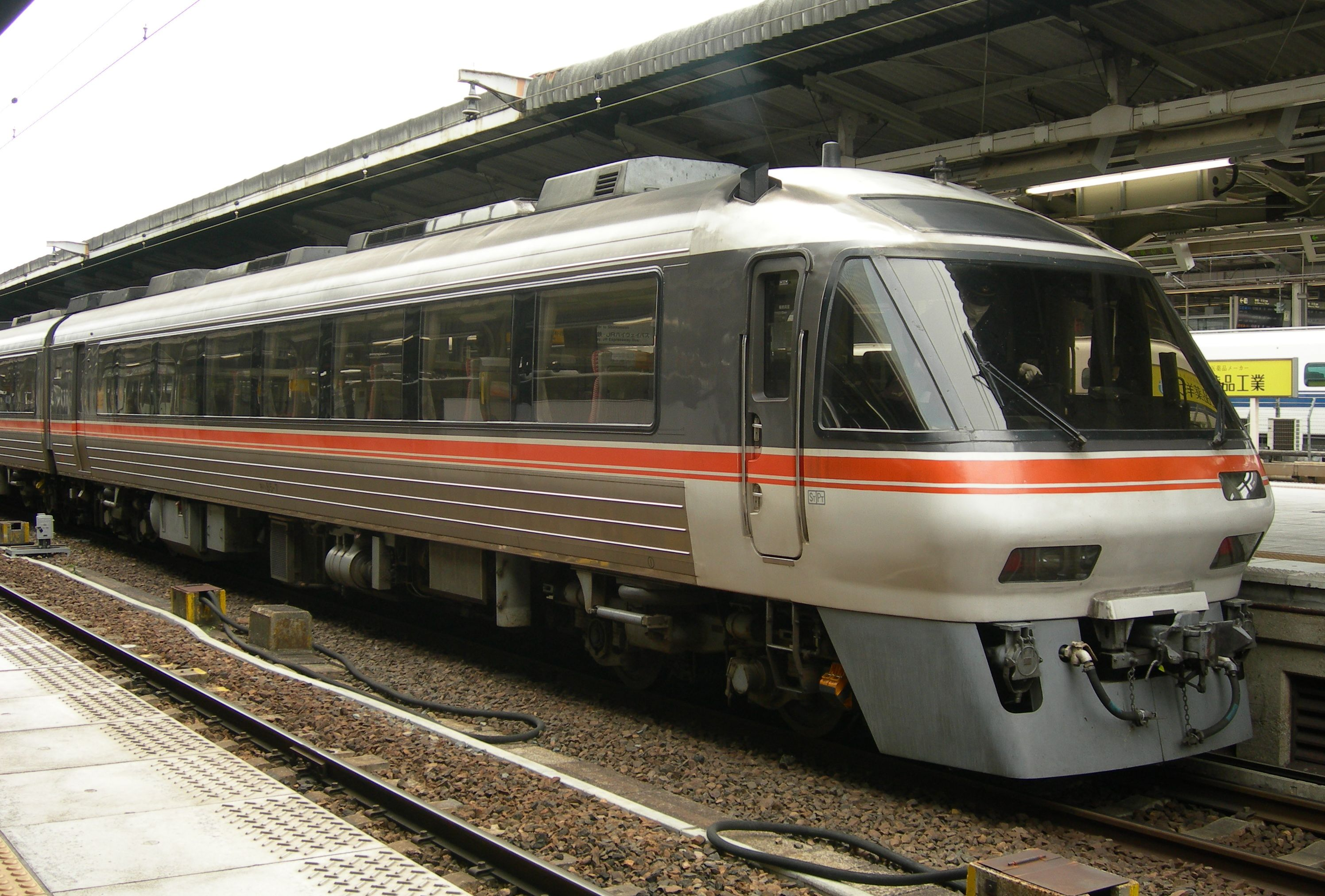
キハ85-0
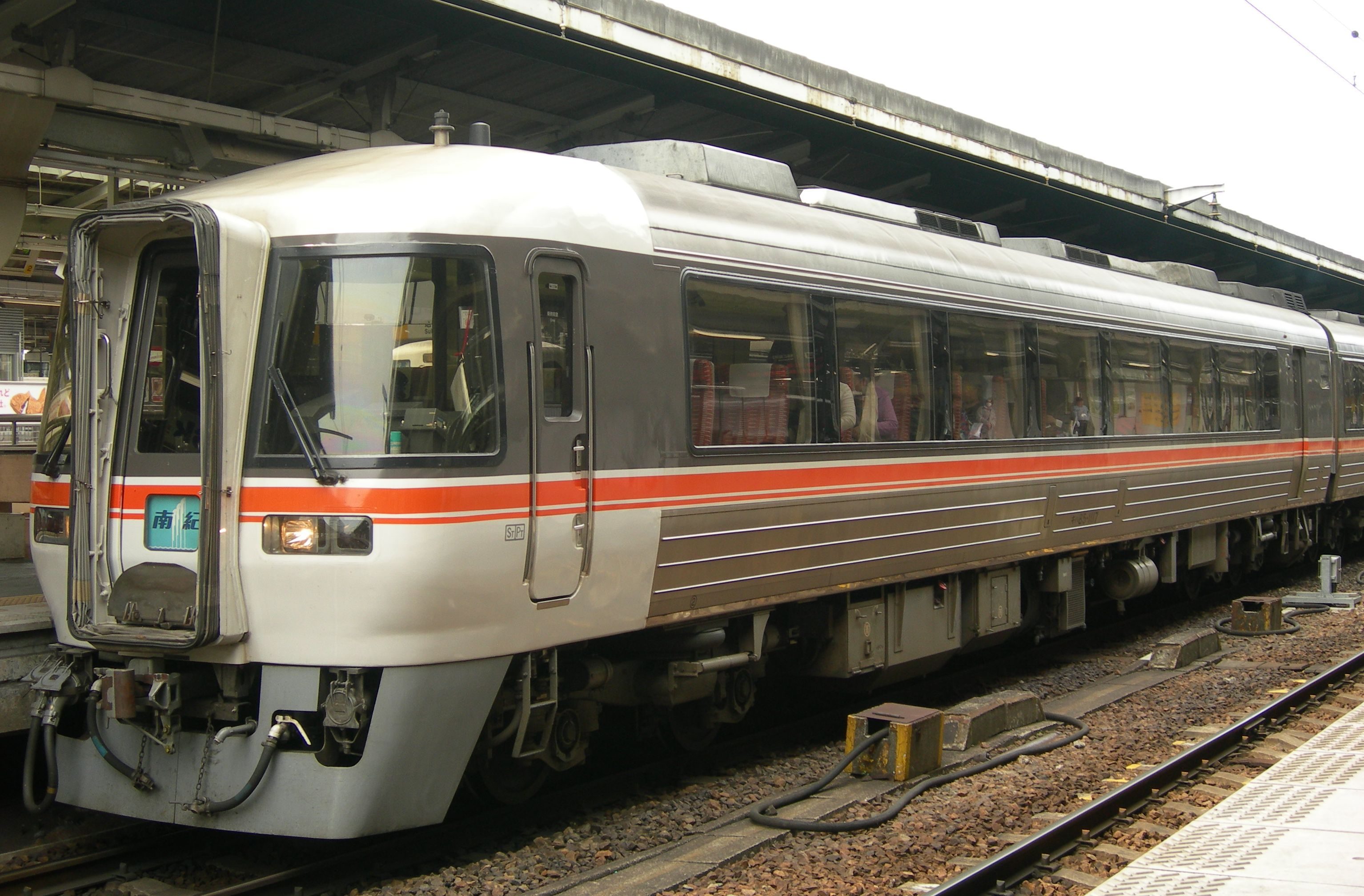
キハ85-1100
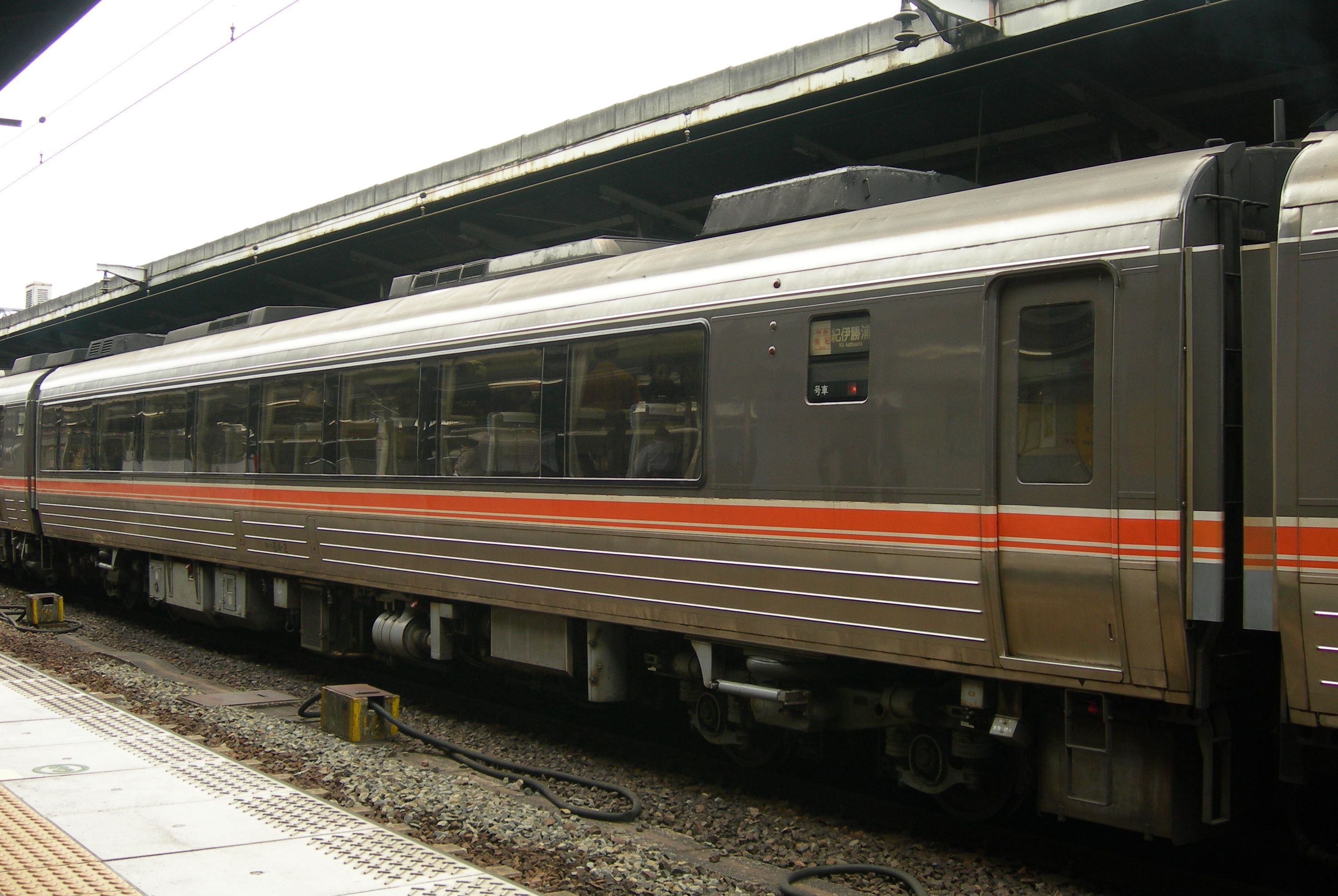
キハ84-0
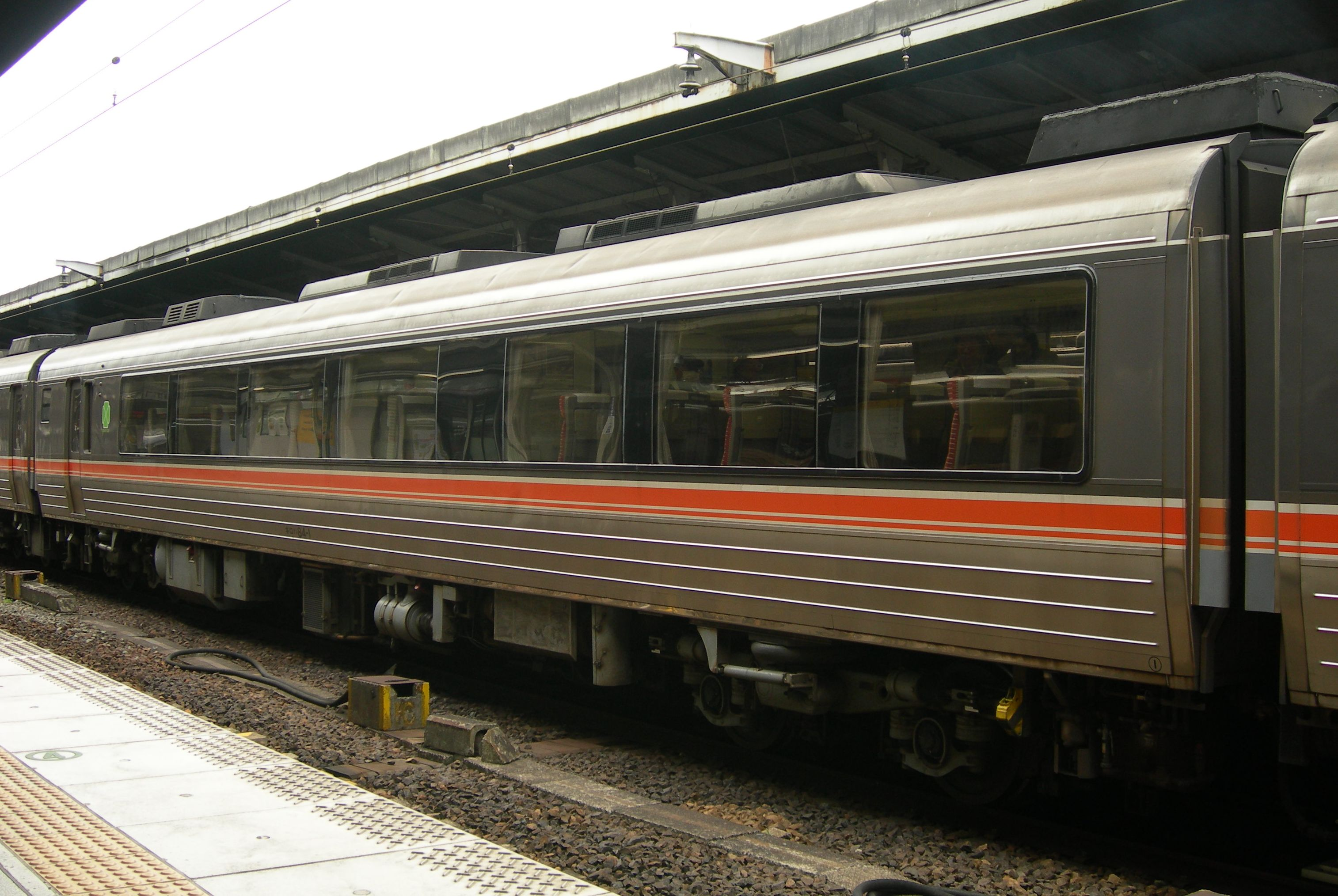
キロハ84

## 子形式

### KiHa85系

##### 0形（1-14）
用於「ひだ」（飛驒）的端面封閉型先頭駕駛車，為普通車廂，前部有大型曲面玻璃和天窗組成，以提供良好視野。可容納60人。

##### 100形（101-119）
用於「ひだ」的貫通式先頭駕駛車，為普通車廂，與其他車廂連接時可以加裝車廂間通道遮罩以方便通行。由於容量與0形相同也是60人，因此通常可以互換編組。採用日式廁所。
由於107號撞擊落石而報廢，將可用機件回收而新造119號取代。
本形於2003年進行無障礙設施改造，改稱1100形。

##### 200形（201-209）
用於「南紀」的貫通式先頭車，為普通車廂，規格與100形相同，但由於安裝了男用小便器，乘客人數減少為56人。其中209號也進行了無障礙設施改造，改編為1200形。

##### 1100形（1101-1106 / 1108-1119）
100形於2003年進行無障礙設施改造後的形式。在無障礙座位處，將原來較高的座位地板降低到跟通道一樣高，並將廁所改造為配備方便輪椅使用者使用的西式馬桶。容量減少為50人，車輛編號則為原始車號加1000。改造前107號已經報廢，故1107為空號。

##### 1200形（1209）
200形的209號如同100形改造為1100形，改編為1209號。

### KiHa84系

##### 0形（1-14）
「ひだ」的中間車，為普通車廂，設有隨車販售準備室、電話室、自動販賣機，但沒有廁所。安裝有兩個逆變器以確保電源容量。可容納68人。

##### 200形（1-5）
「南紀」的中間車，為普通車廂，有一個帶櫃檯的隨車販售準備室。新造時就配備了無障礙設施，乘客門和車內分隔門的寬度較寬。最多64個座位。

##### 300形（1-5）
「南紀」的中間車，為普通車廂，沒有隨車販售準備室，也沒有輪椅設備。最多可容納72人。

#### キロハ84形（1-10）
「ひだ」中間車，為綠色/普通合造車。頭等車廂座椅為2+2配置，以提供較大的載客量，座椅間距為116公分。設有車長室和洗手間。共有56個座位（頭等座位32個，普通座位24個）。後來也用於「南紀」。

#### キロ85形（1-5）
「南紀」的封閉式先頭車，為綠色（頭等）車廂。與キロハ84形相比，座椅間距增為125公分，採2+1配置，乘坐空間較為寬敞。配備有西式馬桶，男廁，商務用多功能室和公用電話。客容量。後來也用於「ひだ」。

## 今後的去向
2017年6月7日，JR東海公佈引入HC85系，以替換行駛特急「飛驒」「南紀」的KiHa 85系。
2022年7月起，HC85系開始於高山本線上營運，開始取代本系列。同時，有8輛本型號列車遷移至西濱松，中間車6輛與同年7月6日報廢。另外，結束運行定期列車後，亦有計劃讓KiHa 85系運行高山本線的臨時列車（觀光列車）。
定期列車的運用方面，「飛驒」於2023年3月17日後結束服務，「南紀」則預計於同年6月30日結束。 
於2023年2月23日至3月5日，京都鐵道博物館特別展出KiHa 85系及HC85系。此展覽為JR東海除了新幹線以外首次展出車輛。其後於3月6日，展出的KiHa 85-3・KiHa 85-12途經福知山線，前往京都丹後鉄道西舞鶴運転区。未來，預計將再向京都丹後鐵道譲渡2輛列車，合計共轉移4輛。